# Right Action
Right Action – pierwszy singiel szkockiej indierockowej grupy Franz Ferdinand pochodzący z czwartego albumu studyjnego Right Thoughts, Right Words, Right Action. Wydany wraz z singlem Love Illumination 27 czerwca 2013 roku w Stanach Zjednoczonych. 18 sierpnia 2013 miała miejsce premiera brytyjska.

## Tło
Utwór Right Action opublikowano 27 czerwca 2013 roku w serwisie YouTube oraz udostępniono w formie digital download. 7 lipca 2013 roku miała miejsce premiera oficjalnego teledysku, który zamieszczono na kanale Vevo zespołu. Został on również udostępniony jako digital download. 
Singiel wydano fizycznie na półprzeźroczystej, jaskraworóżowej płycie gramofonowej 7" z podwójną stroną A. Na odwrocie nagrano utwór Love Illumination.
Inspirację do stworzenia tekstu piosenki zespół zaczerpnął z pocztówki znalezionej przez Alexa Kapranosa w londyńskim markecie, która zawierała słowa "idź do domu, praktycznie wszystko jest prawie wybaczone".

## Lista utworów
7"
| Nr | Tytuł utworu        | Tekst                                      | Długość |
| -- | ------------------- | ------------------------------------------ | ------- |
| 1. | „Right Action”      | Alex Kapranos, Nick McCarthy, Robert Hardy | 3:01    |
| 2. | „Love Illumination” | Alex Kapranos, Nick McCarthy               | 3:44    |

Digital download
| Nr | Tytuł utworu   | Tekst                                      | Długość |
| -- | -------------- | ------------------------------------------ | ------- |
| 1. | „Right Action” | Alex Kapranos, Nick McCarthy, Robert Hardy | 3:01    |

Digital download (Wielka Brytania)
| Nr | Tytuł utworu                  | Tekst                                      | Długość |
| -- | ----------------------------- | ------------------------------------------ | ------- |
| 1. | „Right Action”                | Alex Kapranos, Nick McCarthy, Robert Hardy | 3:01    |
| 2. | „Love Illumination”           | Alex Kapranos, Nick McCarthy               | 3:44    |
| 3. | „Right Action” (Live)         | Alex Kapranos, Nick McCarthy, Robert Hardy | 3:05    |
| 4. | „Stand on the Horizon” (Live) | Alex Kapranos, Nick McCarthy               | 4:14    |

## Listy przebojów
| Państwo           | Lista              | Najwyższa pozycja |
| ----------------- | ------------------ | ----------------- |
| Japonia           | Japan Hot 100      | 22                |
| Wielka Brytania   | UK Indie Chart     | 39                |
| Stany Zjednoczone | Modern Rock Tracks | 28                |
| Stany Zjednoczone | Rock Airplay       | 43                |